# Bahrabise
Bahrabise (en népalais : बाह्रबिसे) est un comité de développement villageois du Népal situé dans le district de Sindhulpalchok. Au recensement de 2011, il comptait 7 117 habitants

## Histoire
Bahrabise se situe le long de la route Araniko qui relie Katmandou en Chine.